# ديفين درويد
ديفين درويد (بالإنجليزية: Devin Druid)‏ مواليد 27 يناير 1998 في فرجينيا، هو ممثل أمريكي بدأ مسيرته الفنية سنة 2012.

## الأعمال

### أفلام
- الإمبريالي (2016) (بدور: جوني)

### مسلسلات
- لوي (2014) (بدور: ينغ لوي)
- أوليف كيتريدج (2014)
- بيت من ورق (2016) (بدور: داني)
- ثلاثة عشر سببا (2017)

## روابط خارجية
- ديفين درويد على موقع IMDb (الإنجليزية)
- ديفين درويد على موقع قاعدة بيانات الفيلم (الإنجليزية)